# Knights of Labor

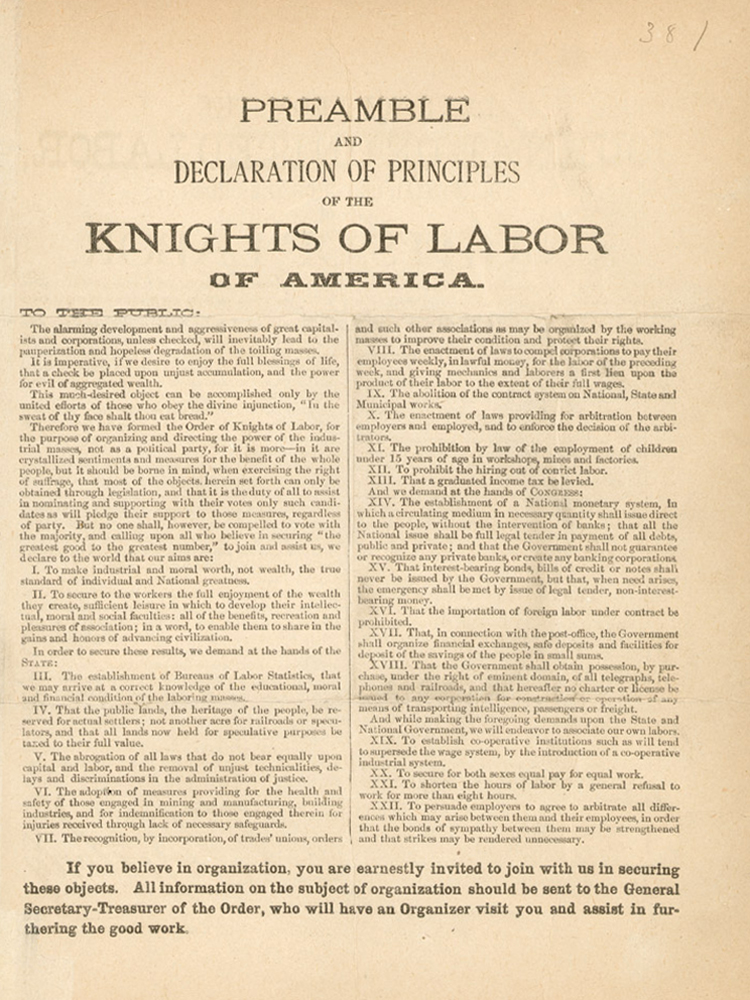
Declaration of Principles, Deutsch: Deklaration der Grundsätze

Die Knights of Labor (deutsch: Ritter der Arbeit), am 1. Januar 1869 in Philadelphia, Pennsylvania gegründet, war eine der bedeutendsten amerikanischen Arbeiterorganisationen des 19. Jahrhunderts.
Als eine Art geheime Bruderschaft, The Noble and Holy Order of the Knights of Labor genannt, wurde die Knights of Labor von sieben Mitgliedern des Schneiderhandwerks 1869 in Philadelphia, USA gegründet. Zwischen 1878 und 1881 wurde sie schrittweise für Menschen aller produzierenden Berufe geöffnet, nur Fabrikarbeiter sowie Geschäftsinhaber, Banker, Rechtsanwälte, Spekulanten, Börsenhändler und Schnapshändler blieben ausgeschlossen. Dadurch und durch den Verzicht auf frühere Geheimhaltungsrituale wuchsen die Größe und der Einfluss der Organisation von 1878 rapide an. In ihrer erfolgreichsten Zeit um 1886 herum zählte sie schätzungsweise 700.000 Mitglieder.
Die Knights of Labor waren der erste Versuch, eine für alle offene Gewerkschaft in den USA zu etablieren. Nach Richtungskämpfen, Missmanagement und erfolglosen Streiks verlor die Gewerkschaft nach 1886 viele ihrer Mitglieder, versank zum Ende des 19. Jahrhunderts in die Bedeutungslosigkeit und wurde schließlich aufgelöst.

## Geschichte

### Vorgeschichte

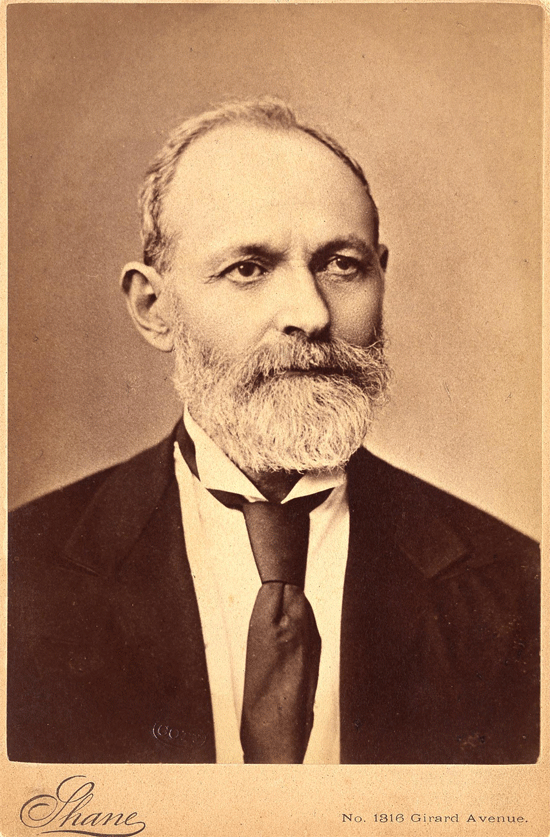
Uriah Smith Stephens (1821–1882)

In den 1820ern begannen Handwerker ihren Protest gegen den vermehrten Einsatz von ungelernten oder nur angelernten Arbeitern in den Fabriken des Nordostens der USA zu organisieren und erste Gewerkschaften zu gründen. Noch waren die Gewerkschaften nur lokal organisiert, was dazu führte, dass um 1836 alleine in Philadelphia und New York sich um die fünfzig lokale Gewerkschaften gegründet hatten, landesweit waren sie nicht mehr zu zählen. Mit dem Bedürfnis nach Organisation stieg auch die Notwendigkeit sich national zu formieren und zu organisieren. Einen ersten Schritt ging hierzu die National Trades' Union, die es 1836 bereits auf rund 300.000 Mitglieder brachte. Doch die Wirtschaftskrise von 1837 verschonte auch die Gewerkschaften nicht. Sie verloren den Großteil ihrer Mitglieder, während die National Trades' Union schließlich mangels weiterer Unterstützung durch ihre Mitglieder aufgelöst wurde.

### Gründung
Uriah Smith Stephens (1821–1882), von Beruf Schneider und bis zur Auflösung der Garment Cutters' Association in Philadelphia in derselben engagiert, tat sich Ende 1869 mit acht weiteren Angehörigen seines Berufsstandes zusammen, um als Ersatz eine neue Vereinigung zu gründen. Mit einem ihm eigenen religiösen Mystizismus beeinflusste er die Vereinigung und führte sie in einer Art Freimaurertradition mit entsprechenden Ritualen. Nach seiner Auffassung sollten alle Mitglieder gleiche Rechte haben, unabhängig vom Glauben, politischer Zugehörigkeit oder Rasse. Trotz dieser Offenheit war Verschwiegenheit nach außen Pflicht – ein Schutz zu Zeiten, in denen Arbeitgeber Widerstand auch mit Gewalt zu brechen pflegten. Die Organisation hatte, wohl auf Grund ihrer Eigenart, im Gegensatz zu den anderen Gewerkschaften die Wirtschaftskrise von 1873 äußerst gut überstanden. Als durch den wirtschaftlichen Aufschwung 1878 auch wieder Bedarf an Arbeitnehmerorganisationen bestand, erfuhren die Knights of Labor einen enormen Zulauf. Unter der Führung von Stephens wuchs die Organisation bis 1878 auf rund 9000 Mitglieder an.
Die Anziehungskraft, die die als Bruderschaft geführte Gewerkschaft seinerzeit hatte, entstand nicht nur aus ihren Ritualen, sondern auch aus ihrer Wertevermittlung. So waren Verantwortung, persönliche Integrität, Aufrichtigkeit, Aktivismus, ritterliche Ehre, männlicher Mut und die Übernahme von Familienpflichten geschätzte Charaktereigenschaften.

### Aufstieg
Stephens, mittlerweile mehr an Politik interessiert und in der Greenback Party engagiert, trat 1879 im erfolgreichen zweiten Versuch von der Führung der Gewerkschaft zurück und machte den Weg frei für Terence Vincent Powderly (1849–1924), der nun die Führung der Knights of Labor bis 1893 innehatte. Powderly kam 1874 zu den Knights, wurde bereits zwei Jahre später deren Master Workman, um dann als Grand Master Workman 1879 die Führung der Gewerkschaft ganz zu übernehmen. Er schaffte 1881 die Schweigepflicht ab, sorgte dafür, dass Noble and Holy Order aus dem Namenszug verschwand, und ließ Frauen und Schwarze als Mitglieder zu. Unter seiner Führung entstanden 135 von Gewerkschaftsmitgliedern gegründete Erzeuger- und Verbrauchergenossenschaften. Er verbannte als Zugeständnis an die katholische Kirche religiöse Bezüge aus den Verbandsritualen und führte, obwohl er sich generell gegen Streiks aussprach, die Knights of Labor in ihren ersten erfolgreichen Streik mit Signalwirkung. Nachdem sich die Knights of Labor in großer Solidarität im Streik von 1885 im Südwesten der USA gegen die Wabash Railroad des „Eisenbahnbarons“ Jay Gould durchgesetzt hatten, bekam die Gewerkschaft extremen Zulauf. Von nun an stand sie im Mittelpunkt des nationalen Interesses und von 1885 bis 1886 stieg die Zahl der Organisierten von ca. 100.000 auf rund 700.000.

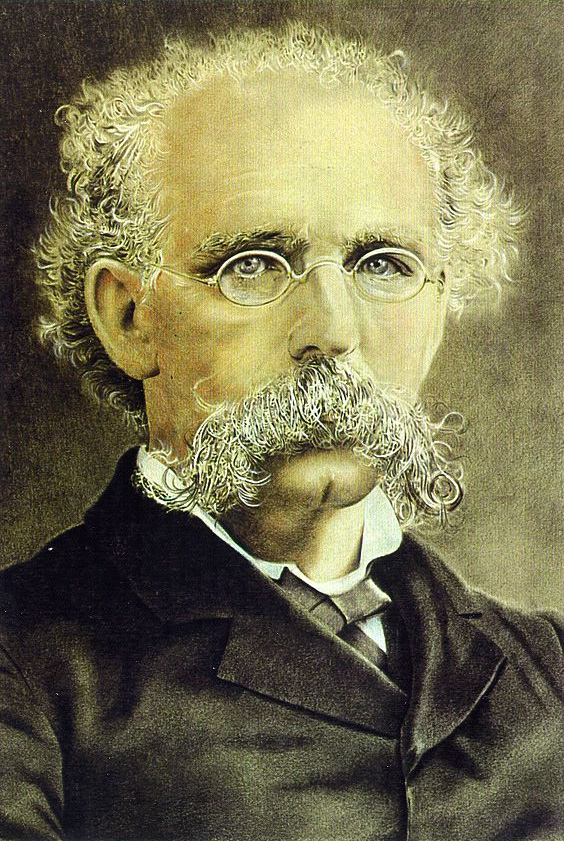
Terence Vincent Powderly (1849–1924)

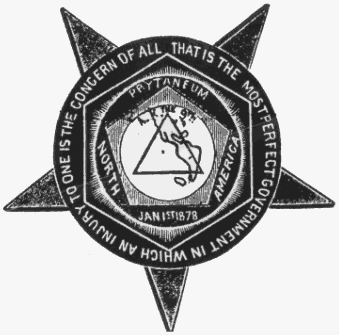
Knights of Labor Pentagramm

Großen Zuspruch fand auch das Motto der Organisation:

“that is the most perfect government in which an injury to one is the concern of all”

„Jene ist die perfekteste Staatsgewalt, in der eine Verletzung von einem die Sorge aller ist.“

welches das als Pentagramm ausgeführte Logo der Knights zierte.

### Niedergang
Als es im März 1886 zu einem erneuten Streik gegen eine der Eisenbahngesellschaften von Jay Gould (Missouri Pacific Strike) kam, führten gewalttätige Auseinandersetzungen und Sachbeschädigungen zum Einsatz der Armee. Darauf hatte Gould nur gewartet, um seine Ankündigung wahr machen und die Gewerkschaft zerschlagen zu können. Gould setzte erfolgreich Streikbrecher und Detektive gegen die gewerkschaftlich organisierten Arbeiter ein. Die anfängliche Zustimmung in der Bevölkerung zum Streik schlug spätestens nach Einsatz von Gewalt in Ablehnung um. Auch unter den Mitgliedern der Gewerkschaft selbst schlug die Stimmung um. Nach Abbruch des erfolglosen Streiks, den gewalttätigen Auseinandersetzungen auf dem Haymarket im selben Jahr in Chicago, in deren Folge eine Bombe in die Menge geworfen wurde, kam es, obwohl die Knights of Labor daran nicht beteiligt waren, zu einer Desillusionierung ihrer Mitglieder, einschließlich des Managements.
Aber letztendlich kam alles zusammen: Kritik an den autokratischen Strukturen, Missmanagement, erfolglose Streiks, Flügelkämpfe, das mangelnde Vertrauen in eine nationale Gewerkschaftsorganisation sowie die Gründung einer rivalisierenden Gewerkschaft, der American Federation of Labor, führten schließlich zu massenhaften Austritten. 1890 zählten die Knights of Labor bereits weniger als 100.000 Mitglieder.
Powderly, der in den sechs Jahren seiner Gewerkschaftsführung nicht nur Gewerkschaftsinteressen vertreten hatte, sondern gleichzeitig auch noch einigen Nebenbeschäftigungen nachgegangen war, wurde auf Grund von Richtungsstreitigkeiten und wegen vorgeworfener Führungsschwäche 1893 aus seinem Amt entfernt und durch James Sovereign ersetzt. John W. Hayes, Generalsekretär und Schatzmeister der Knights of Labor, Daniel De Leon, Führer der New Yorker Sozialisten und James Sovereign selbst, Führer der Farmer des mittleren Westens, stürzten Powderly und führten die Knights of Labor weiter in die Bedeutungslosigkeit, bis schließlich 1916 auch ihr Hauptbüro geschlossen werden musste.

## Ziele
- Einführung des Achtstundentages
- Abschaffung von Kinderarbeit
- Abschaffung von Sträflingsarbeit
- gleiche Bezahlung für gleiche Arbeit
- Abschaffung von privaten Banken
- Verstaatlichung von Eisenbahnen und Telefonverkehr
- Bildung und Unterstützung von Genossenschaften
- eine öffentliche Flächenplanung, um Farmer zu unterstützen und nicht Spekulanten
- eine abgestufte Einkommensteuer[12]

## Kritik
Trotz aller für die damalige Zeit verblüffenden Offenheit, Frauen und Schwarzen gleiche Rechte in der Organisation zuzugestehen, wurden chinesische Arbeiter von der Mitgliedschaft ausgeschlossen. Aus Angst davor, dass chinesische Arbeiter den amerikanischen Arbeitern die Arbeitsplätze wegnehmen und die Löhne drücken könnten, wurde von den Knights of Labor der Chinese Exclusion Act (deutsch: Gesetz zum Ausschluss der Chinesen) aktiv unterstützt.

## Gewerkschaftsführer
- Uriah Smith Stephens von 1869 bis 1879
- Terence Vincent Powderly von 1879 bis 1893
- James Sovereign von 1893 bis 1901
- John W. Hayes von 1901 bis 1917